# Jonathan Shores
Jonathan Shores ist ein US-amerikanischer Schauspieler.

## Leben
Shores war erstmalig 2011 in einer Episode der Fernsehdokuserie Killer-Paare – Tödliches Verlangen im Fernsehen zu sehen. Vier Jahre später war er als Soldat in dem Film Plan 9 zu sehen. 2020 übernahm er die Rolle des Walter, einer von drei Rittern, die in einem Wald auf ein Monstrum stoßen, im Kurzfilm The Forgotten. Im Folgejahr mimte er in insgesamt 4 Episoden der Fernsehserie Coffee with Carl die Rolle des Jonathan. Im selben Jahr übernahm er die Hauptrolle des Reynald im Kurzfilm 9Realms: The Edge of Madness und verkörperte in insgesamt neun Episoden der Fernsehserie Tucker O’Malley for Congress die Rolle des Giovanni O’Malley. 2022 stellte er den Bootsmann Shatto im Tierhorrorfilm Shark Waters dar. Im selben Jahr wirkte er außerdem im Kurzfilm Change of Plans und im Spielfilm Imposter Pastor mit.

## Filmografie (Auswahl)
- 2011: Killer-Paare – Tödliches Verlangen (Wicked Attraction, Fernsehdokuserie, Episode 4x04)
- 2015: Plan 9
- 2020: The Forgotten (Kurzfilm)
- 2021: Coffee with Carl (Fernsehserie, 4 Episoden)
- 2021: 9Realms: The Edge of Madness (Kurzfilm)
- 2021: Tucker O’Malley for Congress (Fernsehserie, 6 Episoden)
- 2022: Shark Waters
- 2022: Change of Plans (Kurzfilm)
- 2022: Imposter Pastor